# Тилен
Тилен (њем. Tielen) општина је у њемачкој савезној држави Шлезвиг-Холштајн. Једно је од 134 општинска средишта округа Шлезвиг-Фленсбург. Према процјени из 2010. у општини је живјело 309 становника. Посједује регионалну шифру (AGS) 1059088.

## Географски и демографски подаци
Тилен се налази у савезној држави Шлезвиг-Холштајн у округу Шлезвиг-Фленсбург. Општина се налази на надморској висини од 6 метара. Површина општине износи 13,3 km². У самом мјесту је, према процјени из 2010. године, живјело 309 становника. Просјечна густина становништва износи 23 становника/km².